# Asota producta
Asota producta là một loài bướm đêm thuộc họ Erebidae. Nó được tìm thấy ở Sri Lanka và Ấn Độ tới Sundaland.
Sải cánh dài 60–71 mm.
Ấu trùng ăn lá non.

## Hình ảnh

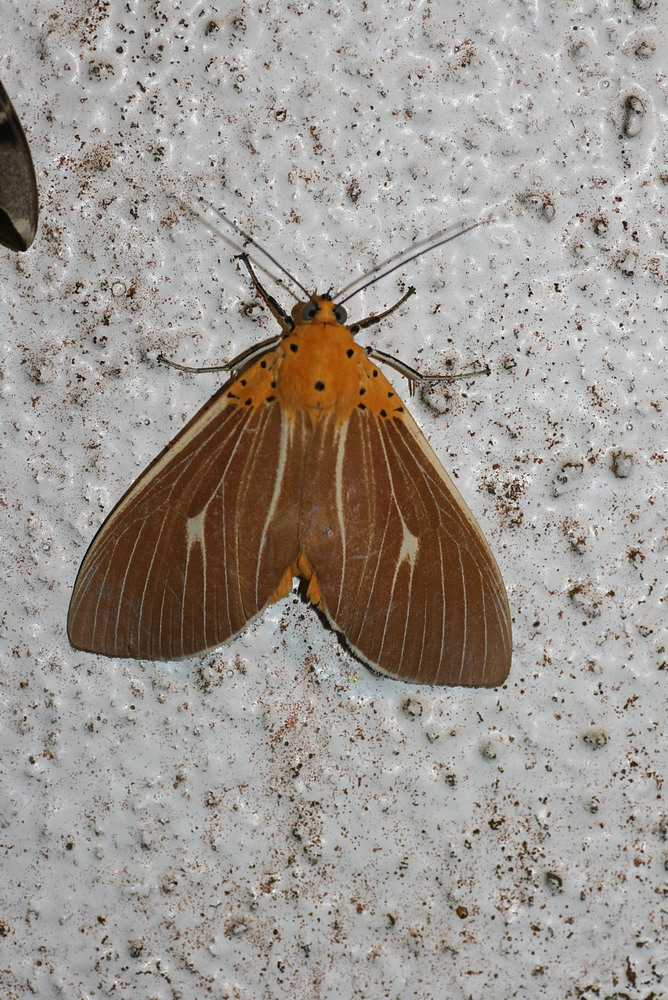
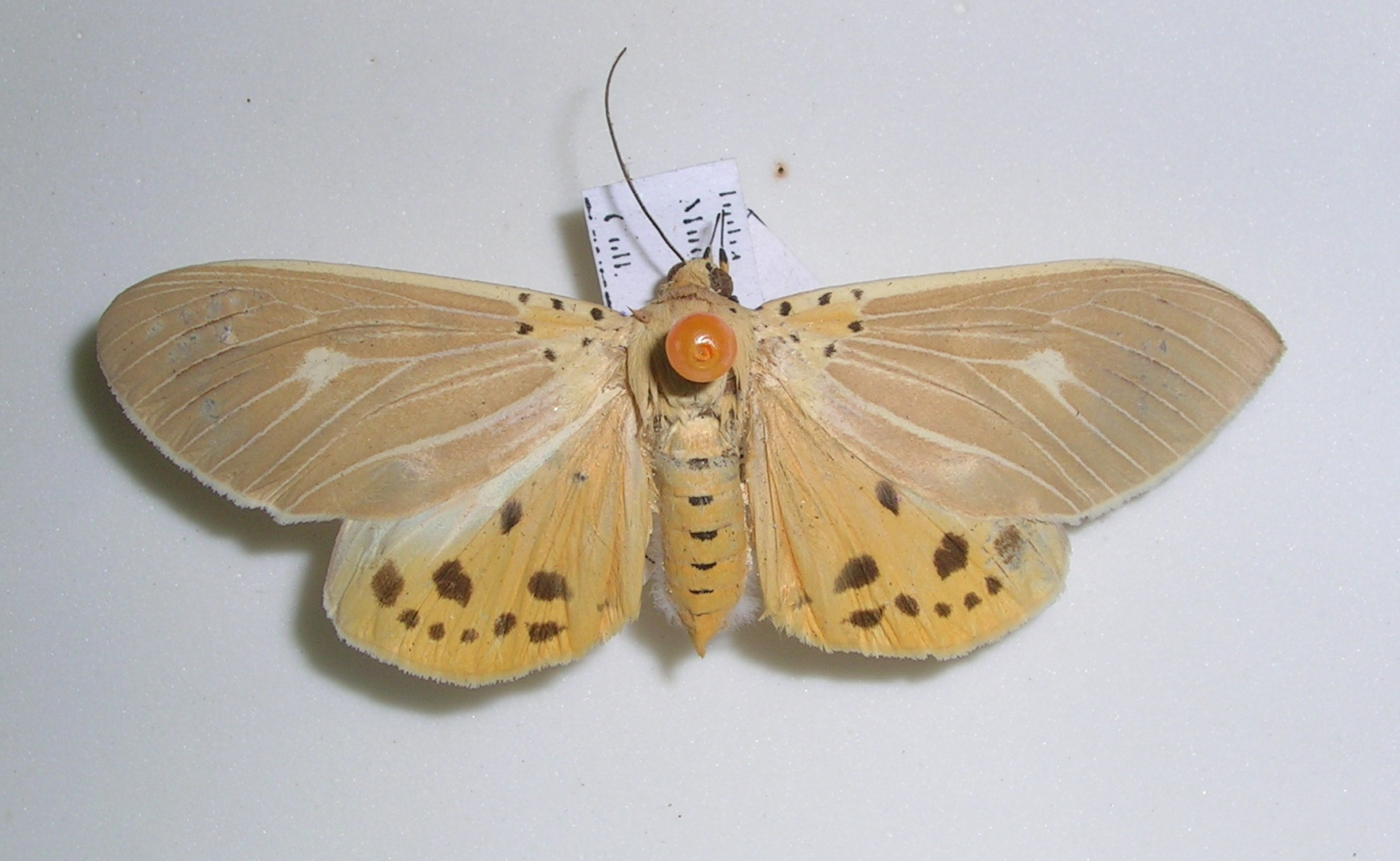